# Mathabana

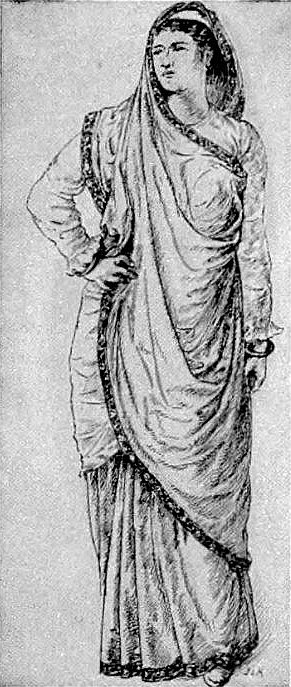
Mulher parsi vestindo parsi sari e mathabana ou capa branca de cabelo.

Mathabana era uma parte essencial dos trajes femininos na cultura Parsi no Zoroastrismo. Mathabana é uma vestimenta solta semelhante ao véu, principalmente para evitar a exibição de cabelos. Era um pedaço de linho branco fino para amarrar na cabeça. As mulheres parsi deveriam cobrir seus cabelos para parecer simples e limitar sua beleza feminina por modéstia e respeito por sua cultura. A ideia foi inicialmente trazida da Pérsia e continuou até 50 anos atrás. Os homens usavam gorros de caveira e as mulheres deveriam usar Mathabana; uma cabeça descoberta era considerada pecaminosa e contrária à religião.

## Propósito
O propósito de usar Mathabana são as crenças religiosas nas quais os seguidores cobrem suas cabeças, hindus, sikhs e muçulmanos.